# XIIIe siècle en numismatique
Chronologie de la numismatique
- Ve – XIIe siècles en numismatique - XIIIe siècle en numismatique - XIVe siècle en numismatique

## Principaux événements numismatiques duXIIIesiècle

### Par dates

#### 1211-1220
- 1214 (date à préciser) :
  - Serbie : mise en circulation du premier dinar serbe, lors du règne de Stefan Ier Nemanjić Premier-Couronné. Ceci en fait, avec la livre sterling, la plus ancienne monnaie d'Europe. Les pièces médiévales serbes furent exclusivement en argent[1].

#### 1251-1260
- Première émission du genovino (1252)
- Première émission du fiorino (1253)
- Première émission du gros tournois (après 1254)

#### 1261-1270
- Première émission de l'écu d'or (1263).

#### 1281-1290
- Première émission du zecchino (1284).